# Adler Bonci
Adler Bonci (Cesena, 26 novembre 1918 – ...) è stato un calciatore e allenatore di calcio italiano, di ruolo difensore.

## Biografia
Suo fratello minore Iro e i cugini Emilio e Remo furono tutti calciatori professionisti; anche suo nipote Fabio (figlio di Iro) giocò in Serie A.

## Caratteristiche tecniche

### Giocatore
Giocava come terzino destro.

## Carriera

### Giocatore
Inizia la carriera in Serie C con il Forlimpopoli, per poi passare in Serie B al Venezia, che non lo fa mai giocare in gare ufficiali; dopo una stagione lascia la squadra veneta (che era stata promossa in Serie A) e torna al Forlimpopoli, dove gioca un altro campionato di Serie C. Rientrato al Venezia, gioca in terza serie anche nella stagione 1940-1941, in prestito alla SPAL e nelle due stagioni successive con la maglia del Cesena, squadra della sua città natale, anche qui inizialmente in prestito. Rimane ai bianconeri anche nel 1944, anno in cui gioca 10 partite senza mai segnare nel Campionato Alta Italia, e nella stagione 1945-1946, nella quale disputa 14 partite nel campionato misto di Serie B e C. Termina la carriera da calciatore nel 1948, dopo aver giocato per altri due campionati consecutivi con il Forlimpopoli in Serie C.

### Allenatore
Ha allenato il Cesena nel campionato regionale di Promozione emiliana nella stagione 1954-1955 e nella prima parte della stagione 1955-1956, nel corso della quale è stato sostituito a campionato in corso da Renato Lucchi; dopo aver guidato il Riccione nelle serie minori, ha allenato i romagnoli anche per una parte della stagione 1969-1970, in coppia con Orlando Poni, nel campionato di Serie B.